# Axinella acanthelloides
Axinella acanthelloides är en svampdjursart som beskrevs av Pattanayak 2006. Axinella acanthelloides ingår i släktet Axinella och familjen Axinellidae. Inga underarter finns listade i Catalogue of Life.